# こまつあやこ
こまつ あやこ（1985年 - ）は、日本の児童文学作家。

## 略歴
東京都中野区出身、神奈川県藤沢市在住。
清泉女子大学文学部日本語日本文学科卒業。学校や公共図書館の司書として勤務。
2017年、『リマ・トゥジュ・リマ・トゥジュ・トゥジュ』で第58回講談社児童文学新人賞を受賞。
2021年、『ハジメテヒラク』（講談社）で第54回日本児童文学者協会新人賞受賞。
雑誌「日本児童文学」にて2022年１・２月号より、『ハロハロ』連載中。